# Государственный строй Египта
Еги́пет (араб. مصر‎ Миср/Miṣr [misˤɾ], масри مصر Маср/Maṣr [ˈmɑsˤɾ]) — республика.

## Политическое устройство
Глава государства — президент, который одновременно является и главнокомандующим вооруженными силами. Глава правительства — премьер-министр. Высший законодательный орган — двухпалатное Национальное собрание. Нижняя палата парламента, Народная ассамблея (Меджлис Аш-Шааб), состоит из 518 депутатов, 508 из которых избираются по мажоритарной системе, а 10 назначаются президентом; в Народной ассамблее имеются квоты для рабочих и крестьян, а также для женщин.
29 января 2011 года реанимирована де-факто упразднённая в 1981 году должность вице-президента, на которую назначен бывший глава разведки Египта Омар Сулейман. 11 февраля 2011 года президент Мубарак передал власть Высшему военному совету. 21 июня 2012 Мохаммед Мурси вступил в должность президента АРЕ.
Последние выборы президента состоялись 26—28 мая 2014 года. Абдул Ас-Сиси победил на выборах, получив 96,91 % голосов. Крупнейшие оппозиционные движения — Братья-мусульмане (запрещена; активисты участвуют как независимые кандидаты) и Новый Вафд.